# Победник-Вельки
Побе́дник-Ве́льки (пол. Pobiednik Wielki) — село в Польше в сельской гмине Иголомя-Вавженьчице Краковского повета Малопольского воеводства.

## География
Село располагается в 10 км от административного центра гмины Вавженьчице и в 19 км от административного центра воеводства города Краков. На территории села находятся заброшенные пруды.

## История
Первые исторические свидетельства о селе относятся к 1254 году. В это время село принадлежало монастырю норбертанок в Звежинце.
В Северная граница села проходит по государственной дороге № 76 Краков-Сандомир, которая является продолжением средневековой дороги. На рубеже XIX и XX веков вдоль этой дороги в средние века формировалось село. На южной стороне дороги № 76 сегодня располагается лётное поле Краковского аэроклуба, который до Второй мировой войны было аэропортом под наименованием «Победник-Вельки» (построен в 1934 году и действовал до 1952 года). Ранее на территории этого аэропорта находилась усадьба шляхетского рода Тропич.
В 1857 году в селе была основана русская колония «Бжостек» для ветеранов русско-турецкой войны. 5 мая 1863 года около села произошла битва между польскими повстанцами в составе 170 человек под руководством Стефана Мальчевского и российской армией.
Село до начала XX века граничило с сёлами Цло и Волица, которые в настоящее время являются частями краковского административного района Нова-Хута. В 1975—1998 годах село входило в состав Краковского воеводства.

## Население
По состоянию на 2013 год в селе проживало 488 человек.
| 2010 | 2013 |
| ---- | ---- |
| 494  | 488  |

| Перепись  | Всего   | Всего | Женщины | Женщины | Мужчины | Мужчины |
| --------- | ------- | ----- | ------- | ------- | ------- | ------- |
| Единицы   | человек | %     | человек | %       | человек | %       |
| Население | 488     | 100   | 231     |         | 257     |         |